# Walter Medley Tattersall
Pour l’article homonyme, voir Tattersall.
Walter Medley Tattersall est un biologiste marin et un zoologiste britannique, né le 8 novembre 1882 à Liverpool et mort le 5 octobre 1943.
Il est le fils aîné d’une famille de drapiers. Il étudie la zoologie à l’Université de Liverpool où il est diplômé en 1901. Il travaille alors comme naturaliste au sein du département des pêches irlandais sous la direction d’Ernest William Lyons Holt (1864-1922) et où il commence l’étude des crustacés. En 1909, il devient le directeur du muséum de Manchester et travaille dans le domaine de la biologie marine dans les universités de Manchester et de Sheffield. Il obtient son doctorat de sciences en 1911.
Durant la Première Guerre mondiale, il sert comme volontaire en Flandre et en France. Il se marie avec Oliver Selden Attride en 1916. Deux ans plus tard, il est blessé et gazé en France. En 1922, il devient professeur à l’Université de Cardiff, une fonction qu’il conserve toute sa vie. Pédagogue respecté de biologie marine et de zoologie, il est aussi un chercheur de terrain et un taxinomiste. Tattersall fait paraître un très grand nombre de publications, principalement sur les crustacés, en particulier sur les Mysidacea et sur les Euphausiacea. La plupart des illustrations qui accompagnent ses publications sont réalisés par sa femme, Olive.

## Source
- (en) Cet article est partiellement ou en totalité issu de l’article de Wikipédia en anglais intitulé « Walter Medley Tattersall » (voir la liste des auteurs) (version du 24 novembre 2006).